# Bauhinia divergens
Bauhinia divergens är en ärtväxtart som beskrevs av John Gilbert Baker. Bauhinia divergens ingår i släktet Bauhinia och familjen ärtväxter. Inga underarter finns listade i Catalogue of Life.